# 中国时报 (南京)
中国时报，是中华民国国防部控制的报纸，1946年3月1日在重庆创刊，1947年1月1日迁至南京，编辑部位于白下路279号，经营部位于中山东路149号。中国人民解放军占领南京前停刊。